# Arena Kombëtare

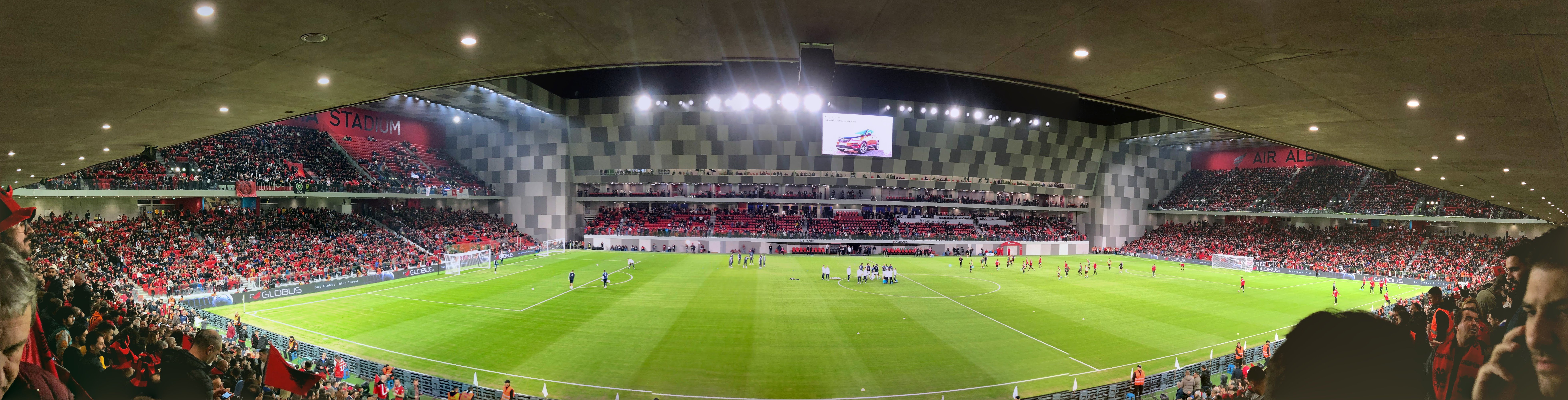
Panorama Areny Kombëtare od środka

Logo Air Albania Stadium wykorzystywane od listopada 2019 roku

Arena Kombëtare (Arena Narodowa), w celach sponsorskich Air Albania Stadium – stadion piłkarski w Tiranie, stolicy Albanii. Pojemność stadionu wynosi 22 300 widzów. Został wybudowany w latach 2016–2019 w miejscu poprzedniego stadionu Qemala Stafy, rozebranego w roku 2016. 
W przeciwieństwie do swojego poprzednika nowy obiekt jest typowo piłkarską areną, bez bieżni lekkoatletycznej. Obiekt pełni rolę stadionu narodowego Albanii. 
Zaprojektowany przez Marco Casamontiego z Archea Associati projekt stadionu jest wielopłaszczyznową formą (prostokąt z ośmioma płaszczyznami), dzięki czemu każda strona umożliwia dostęp do różnych funkcji. W jednym rogu konstrukcji stadionu znajduje się 112-metrowy budynek (24 piętra), która jest dziś najwyższym budynkiem w Albanii. 
Jego otwarcie nastąpiło 17 listopada 2019 roku meczem el. do ME Albania – Francja (0:2). Na stadionie zorganizowano finał Ligi Konferencji Europy UEFA w 2022 roku.

## Nazwa
Podczas ceremonii wręczenia zwycięskiego projektu i podpisania umowy na budowę nowego stadionu premier Albanii Edi Rama nazwał nowy stadion mianem Arena Kombëtare. Dzięki temu stadion stał się powszechnie znany i nazywany Arena Kombëtare od dnia rozpoczęcia prac, aż do kilku tygodni przed zakończeniem prac. Jednak podczas budowy powstało wiele kontrowersji, czy stadion powinien zachować starą nazwę „Qemal Stafa”, nową „Arena Kombëtare”, czy też powinien zostać przemianowany na cześć wybitnego albańskiego piłkarza. Najczęściej dyskutowano o postaci Panajota Pano, byłego napastnika KF Partizani, jednej ze stołecznych drużyn, a także piłkarza reprezentacji narodowej. Jego nazwisko jest powszechnie szanowane i jest uważane za jednego z najlepszych piłkarzy kiedykolwiek w kraju.
Pod koniec prac FSHF zasugerowała jednak, że ze względów sponsorskich stadion może nosić imię prywatnej firmy. Według federacji taki stadion będzie wymagał stałego finansowania na utrzymanie, a to wymaga wykorzystania wszelkich możliwości sponsorowania. 15 listopada 2019 Kuq e Zi Sh.A wydała komunikat prasowy informujący, że dwie firmy, Bolv Oil i Air Albania, weszły w ostatnią fazę negocjacji. Przetarg wygrała firma Air Albania.
Umowa przewiduje, że w ciągu najbliższych pięciu lat od daty podpisania nowy stadion będzie nosił nazwę „Air Albania Stadium”. Postanowiono też, że każda trybuna będzie miała swoją nazwę.
- Główna trybuna nazwana trybuną Qemala Stafy, na cześć bohatera kraju, a także zburzonego stadionu, który znajdował się w tej samej lokalizacji.
- Wschodnia trybuna nazwana trybuną Panajot Pano, na cześć byłego gracza KF Partizani.
- Północna trybuna nazwana trybuną Fatmira Frashëri, na cześć byłego gracza KF Tirana.
- Południowa trybuna nazwana trybuną Vasiliaqa Zëri, na cześć byłego gracza FK Dinamo.

## Struktura i wyposażenie

### Tirana Marriott Hotel i Arena Centre
Stadion znajduje się niedaleko centrum Tirany. Budynek wybudowany z boku stadionu będzie gościł Tirana Marriott Hotel. Projekt obejmuje muzeum historii, szatnie i inne obiekty, takie jak kawiarnie, toalety z dostępem dla osób niepełnosprawnych, strefa prasowa, centrum konferencyjne i sala trofeów.
Pojemność wynosi 22 000 siedzących miejsc zakrytych dachem. Całość stanowi część Centrum Handlowego Arena wraz z 112-metrową wieżą, 80-pokojowym hotelem i 256 podziemnymi miejscami parkingowymi. Wszystkie obiekty stadionu będą ukryte za unikalnym zestawem rolet w narodowych barwach Albanii.

### Centrum TUMO
W październiku 2020 Gmina Tirana wraz z Albańsko-Amerykańskim Funduszem Rozwoju (ADF) postanowiła tymczasowo otworzyć Centrum TUMO w przestrzeniach wewnętrznych Arena Kombëtare. Ośrodek oferuje młodzieży w wieku 12–18 lat pozaszkolne programy edukacyjne i nowatorskie pod względem wzornictwa i technologii, zapewniające nastolatkom przestrzeń i sprzęt do dalszego kształcenia przy jednoczesnym rozwijaniu umiejętności technicznych. Pierwotną lokalizacją TUMO Tirana była Piramida w Tiranie, która ma zostać zrekonstruowana i zwrócona do siedziby centrum nauczania.